# Латута Опанасій Олександрович
Опанасій Олександрович Латута (каз. Жакып Жоламанов; січень 1890, Маслівка, Миронівська волость, Канівський повіт, Київська губернія — 1970) — один з керівників казахського національно-визвольного повстання 1916 року. Один з героїв Національно-визвольної боротьби казахського народу.

## Біографія
Опанасій Олександрович Латута народився у січні 1890 року в українському селі Маслівка Миронівської волості Канівського повіту Київської губернії в бідній селянській родині Олександра Кіндратовича Латути.
Коли маленькому Панасу виповнилося майже 5 років, його спіткало горе: від важкої хвороби померла мати. Батько одружився зі старою дівою, яка, за словами самого Опанасія Олександровича, «виявилася такою злою, що, не витримавши її знущань, я втік до дідуся і бабусі по материнській лінії на прізвище Борисенко».
Переслідувався царськими приставами і виявився на території Казахстану, після чого довгий час був змушений ховатися в Кургальджінських степах. Там Латута вивчив казахську мову та ази ісламу. Незабаром він відкрив свою школу і почав навчати місцеве населення. На той час у Опанасія з учителем почалися суперечки і брат Габдильгафара Абдрахман «запросив мене жити в нього. А в 1912 році влаштував мене вчителем — давати приватні уроки казахським юнакам з російської мови, а дітям — з арабської». З 1913 року постійним пристановищем молодого вчителя став аул Клишбая роду Курмантай. Школа містилась на Жаманколі в урочищі Жартас, учні були з місцевих жителів та жителів у радіусі 30-50 км. На той час місцевий казах-бідняк Жоламан усиновив Опанасія Латуту на його прохання і став Афанасій Жакипом Жоламановим.

## Повстання
25 червня 1916 року в Казахстані почався потужний національно-визвольний рух проти набору місцевого населення на тилові роботи. Зазвичай в історичній літературі пишуть про двох великих центрах повстання — Семиречинське та Тургайське, незаслужено забуваючи про третє, не менш потужне — Акмолинське, кістяк якого склали казахи коргалжинського степу, а на чолі його стояли Жакип Жоламанов (Латута) та Рахимжан Мадін. До цього часу вони вже стали друзями, духовними братами. Чисельність повсталих на території Акмолинської повіту незабаром дійшла до 5 тис., А в самий пік повстання — до 30 тис. осіб.
Незабаром повстанці розгромили загін пристава Іванюшкіна, який був відправлений до коргалжинського степу для виконання царського указу і реквізиції коней. В кінці липня 1916 року з Омська прибув військовий губернатор Кошур-Масальський. Він направив дві роти піхоти до коргалжинського степу. А в місцевості Кок-домбак відбулося засідання штабу повстанців. Тут же було зібрано 50 ковалів: вони почали виготовляти холодну зброю та ремонтувати вогнепальну. Після битви було вирішено рушити в Акмолинської, опанувати гарнізонну зброярню і продовжити боротьбу. Але … погано озброєні загони повсталих були приречені на поразку. 25 жовтня 1916 року один із загонів, який перебував в Кендирлинському лісі, був розбитий. Повстанці втратили убитими 42 особи, 72 — були захоплені в полон та поміщені в Акмолинську в'язницю як заручники. Восени рух пішов на спад. Повстанці пішли на з'єднання до Амангельди Іманова, в Тургайскому степу. Жакип Жоламанов, етнічний українець Опанасій Латута, все своє життя присвятив справі служіння казахському народу, був співкерівником Акмолинського центру повстання казахів 1916 року, унікальним народним просвітителем і великим організатором сільського господарства в Акмолинському Приішим'ї.
Місцеве казахське населення поважало його і за прекрасне знання казахської мови, його історії, звичаїв і обрядів, а також казахських шежіре і ісламу. У Коргалжино він був першим, хто почав займатися садівництвом.
На знак глибокої поваги до нього його сучасники і нащадки присвоїли йому звання почесного громадянина Коргалжинського району. Колись на його честь місцеві казахи створили краєзнавчий музей. У свята його запрошували до президії зборів. Залишаючись вірним своїм принципам, синів назвав Бостандик (Свобода) і Тендик (Рівність).
Пам'ять про Жакип Жоламанове — Опанаса Латуту назавжди залишиться в пам'яті синів Великого «Дешт-і Кипчак» і служить справжнім прикладом інтернаціоналізму, мужності і відваги, а та також відданості інтересам казахського народу і його незалежності.